# Cynodontium tanganyikae
Cynodontium tanganyikae är en bladmossart som beskrevs av Potier de la Varde 1955. Cynodontium tanganyikae ingår i släktet klipptussar, och familjen Dicranaceae. Inga underarter finns listade i Catalogue of Life.